# 軍事時區
軍事時區（英語：military time zone）是一組標準化、統一的時區，用來表示世界不同地區的時間，以北约音标字母命名。軍事時區也常特指為其中的Zulu時區（Z），其等同於协调世界时（UTC）。軍事時區系統確保了簡潔且清晰的溝通，並避免了跨時區協調時的混亂。作為ACP 121標準，澳洲、加拿大、紐西蘭、英國、美國及許多北約國家的軍隊皆使用軍事時區系統。

## 描述
格林威治本初子午線以東，字母「Alfa」至「Mike」（不包含「J」，見下文）代表12個UTC偏移量為正的時區，到国际日期变更线為止。格林威治以西，字母「November」至「Yankee」代表偏移量為負的時區。
這些字母通常與二十四小時制（又稱軍事時間）結合使用。以上五6時為例，在西五區（UTC-5）寫成「0600R」，念法為。
數字時區誌或「加減系統」表示，為轉換為UTC時間，應對所表達時間的修正量。例如，Romeo時區的時區誌為+5。因此，在0600R加上5小時便能得到UTC時間1100Z。
| 時區名       | 經度                    | 指定字母 | 時區誌  | 偏移量               |
| ------------ | ----------------------- | -------- | ------- | -------------------- |
| Alfa時區     | 東經7.5度—東經22.5度    | A        | -1      | UTC+01:00            |
| Bravo時區    | 東經22.5度—東經37.5度   | B        | -2      | UTC+02:00            |
| Charlie時區  | 東經37.5度—東經52.5度   | C        | -3      | UTC+03:00            |
| Delta時區    | 東經52.5度—東經67.5度   | D        | -4      | UTC+04:00            |
| Echo時區     | 東經67.5度—東經82.5度   | E        | -5      | UTC+05:00            |
| Foxtrot時區  | 東經82.5度—東經97.5度   | F        | -6      | UTC+06:00            |
| Golf時區     | 東經97.5度—東經112.5度  | G        | -7      | UTC+07:00            |
| Hotel時區    | 東經112.5度—東經127.5度 | H        | -8      | UTC+08:00            |
| India時區    | 東經127.5度—東經142.5度 | I        | -9      | UTC+09:00            |
| Kilo時區     | 東經142.5度—東經157.5度 | K        | -10     | UTC+10:00            |
| Lima時區     | 東經157.5度—東經172.5度 | L        | -11     | UTC+11:00            |
| Mike時區     | 東經172.5度—180度       | M        | -12     | UTC+12:00            |
| November時區 | 西經7.5度—西經22.5度    | N        | +1或-13 | UTC−01:00或UTC+13:00 |
| Oscar時區    | 西經22.5度—西經37.5度   | O        | +2      | UTC−02:00            |
| Papa時區     | 西經37.5度—西經52.5度   | P        | +3      | UTC−03:00            |
| Quebec時區   | 西經52.5度—西經67.5度   | Q        | +4      | UTC−04:00            |
| Romeo時區    | 西經67.5度—西經82.5度   | R        | +5      | UTC−05:00            |
| Sierra時區   | 西經82.5度—西經97.5度   | S        | +6      | UTC−06:00            |
| Tango時區    | 西經97.5度—西經112.5度  | T        | +7      | UTC−07:00            |
| Uniform時區  | 西經112.5度—西經127.5度 | U        | +8      | UTC−08:00            |
| Victor時區   | 西經127.5度—西經142.5度 | V        | +9      | UTC−09:00            |
| Whiskey時區  | 西經142.5度—西經157.5度 | W        | +10     | UTC−10:00            |
| X-ray時區    | 西經157.5度—西經172.5度 | X        | +11     | UTC−11:00            |
| Yankee時區   | 西經172.5度—180度       | Y        | +12     | UTC−12:00            |
| Zulu時區     | 西經7.5度—東經7.5度     | Z        | 0       | UTC+00:00            |

字母「J」（Juliet）被跳過，其可用於表示觀察者的本地時間。字母「L」有時也用來表示本地時間（Local time），這與其在Lima時區的使用相衝突。
字母「N」（November）也用於表示西13區（UTC-13）；這是為了讓在西12區（UTC-12）的船舶能保持夏令時。
字母「Z」（Zulu）表示世界協調時間（UTC）。
實際上ACP 121標準以格林威治標準時間（GMT）作為基準時間標準，但UTC已取代GMT作為更精確的時間標準，因此其時間偏移量通常被理解為UTC。

## 歷史
史丹佛·佛萊明設計了一個系統，將字母A至Y（不包含J）分配給時區，這可能是該系統的靈感來源。
該標準最初由北約於1950年作為註釋發布。註釋指出「此方法基於這些國家和美國軍隊中使用的系統」。
1977年發布的RFC 733允許在電子郵件的日期欄位（Date:）使用軍事時區。1989年的RFC 1233指出，偏移的符號被指定為與通用用法相反（例如，A=UTC-1而不是A=UTC+1），並且2001年的RFC 2822棄用在電子郵件中使用軍事時區。其建議忽略此類指定並將所有此類時間指定視為UTC，除非存在帶外資訊。。